# Зографу
Зографу (грец. Ζωγράφου) — муніципалітет в Греції, передмістя Афін.

## Історія
Після того, як 1830 року область остаточно залишили османи, район теперішнього Зографу перейшов у власність Леонідаса Вурназоса та Іоанніса Коніаріса, останній відомий тим, що в період 1851—1854 років обіймав посаду мера Афін. 1902 року Елені Вурназу, вдова Леонідаса Вурназоса, 1250 стремм районів Купонія та Гуді Іоанніса Зографосу (помер 1927 року) — науковцю, викладачу університету, члену Грецького парламенту від Націоналістичної партії. Поділивши придбаний район на дрібніші ділянки Зографос здавав їх за 112 грецьких драхм місячної ренти.
Перші будинки в Зографу біли зведені 1919 року. В наступні 10 років, число будинків сягнуло сотні. Приблизно в цей же час побудували й Церкву святого Ферапонта. 1929 року Зографу, до якого входив теперішній афінський район Гуді, отримав статус комуни, її першим мером став Сотіріос Зографос, син Іоанніса. 1931 року Купонія (сучасний район Ано Ілісія, названа за річкою Іліссос) увійшла до складу муніципалітету Зографу. Статус муніципалітету Зографу отримав в 1948 році, включаючи території Гуді та Купонії.

## Сучасність

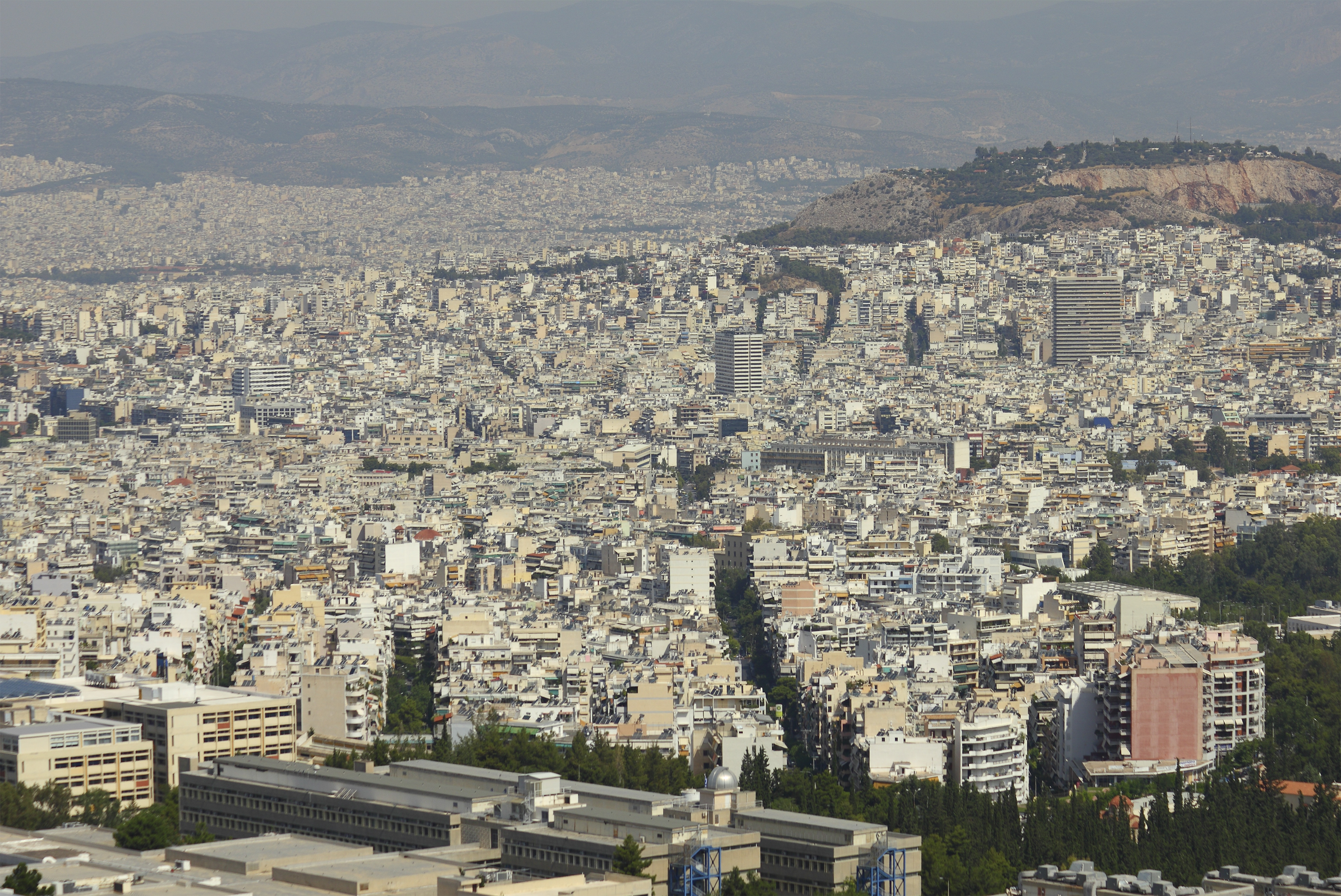
Вид на Зографу

У середині 20 століття приміські житлові квартали Афін, розширюючись, дедалі більше захоплювали Зографу і ліквідували сільськогосподарські угіддя. лісах області, які складаються із сосни. Згодом тут облаштували кампус Афінського університету імені Каподистрії, лікарню Зографу, недалеко від межі із муніципалітетом Папагу. Донині значну частину муніципалітету складають луки і пагорби довкола Іметта.
Зографу відомий Музеєм Гунаропулоса та Маріки Котопулі, присвячений акторці Маріці Котопулі. На кладовищі Зографу похований один з найвизначніших грецьких театральних та кіноакторів 20 століття Нікос Куркулос.
2010 року в муніципальному парку Зографу урочисто відкрили пам'ятник Тарасові Шевченку.

## Населення
| Рік  | Населення |
| ---- | --------- |
| 1981 | 84 548    |
| 1991 | 80 492    |
| 2001 | 76 115    |

## Райони муніципалітету
- Гуді
- Ано Ілісія
- Нео Зокрафу
- Палео Зографу

## Кампус Афінського університету

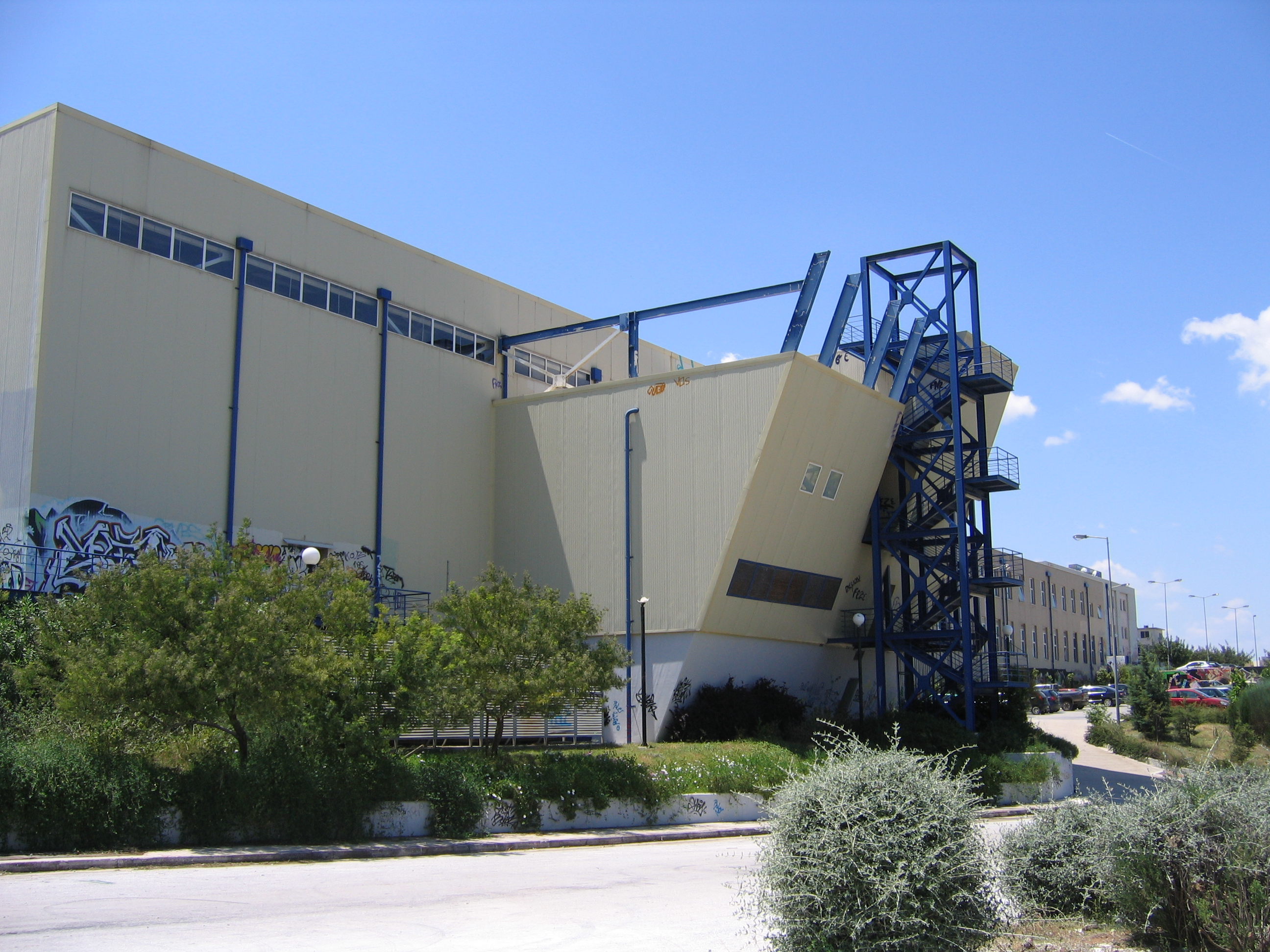
Лабораторія будівництва
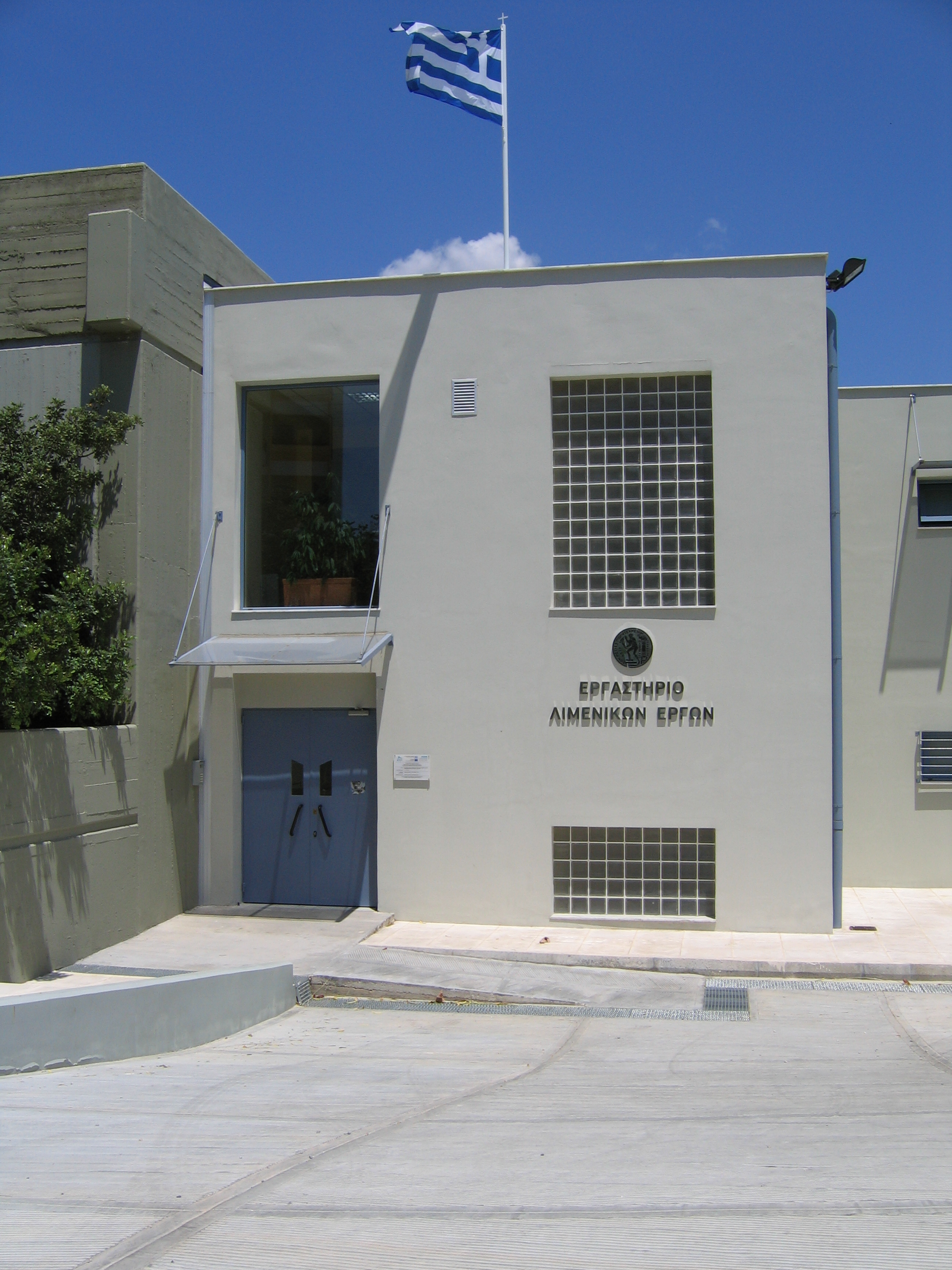
Лабораторія робіт в гаванях
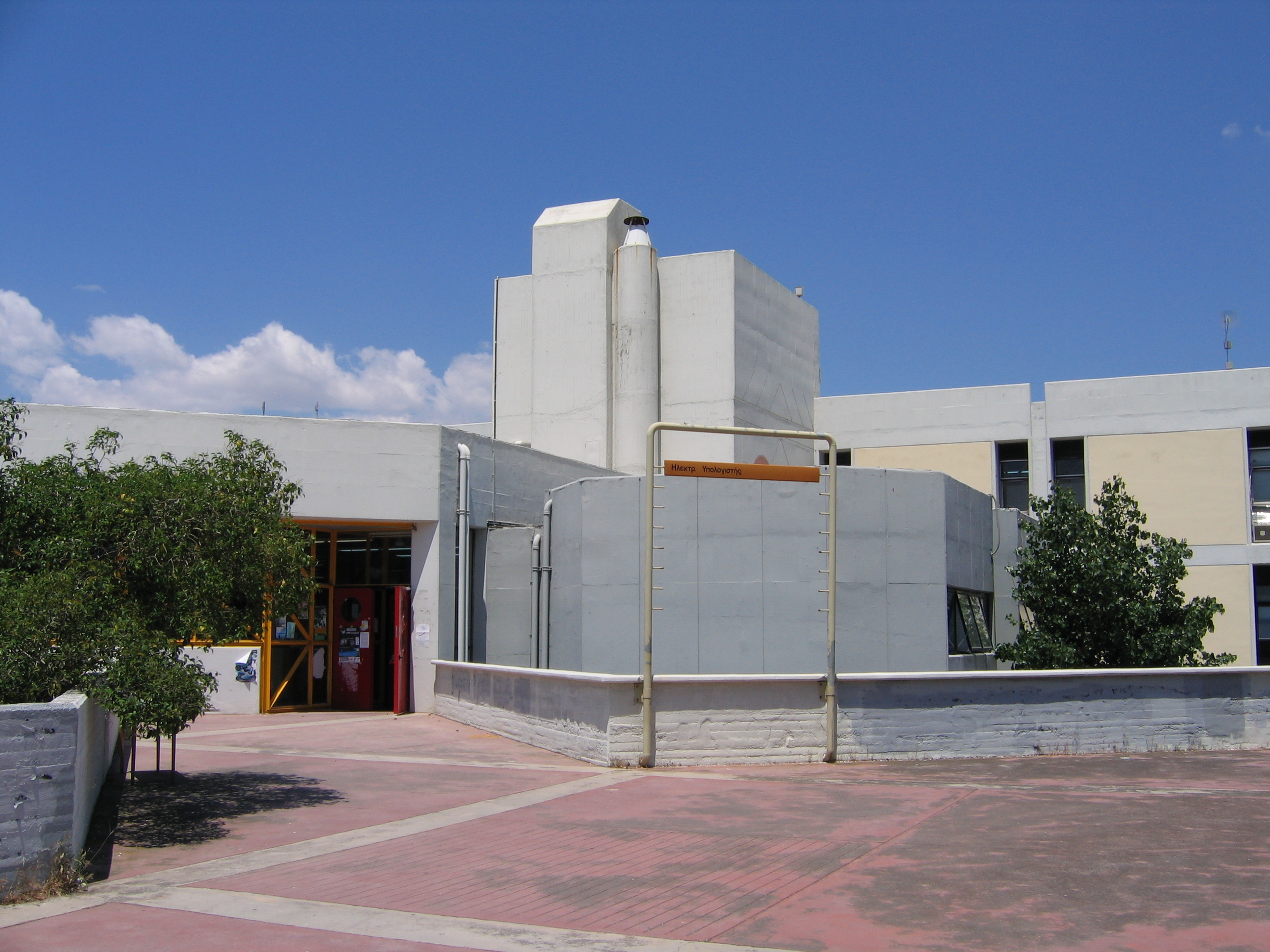
Центральний обчислювальний центр
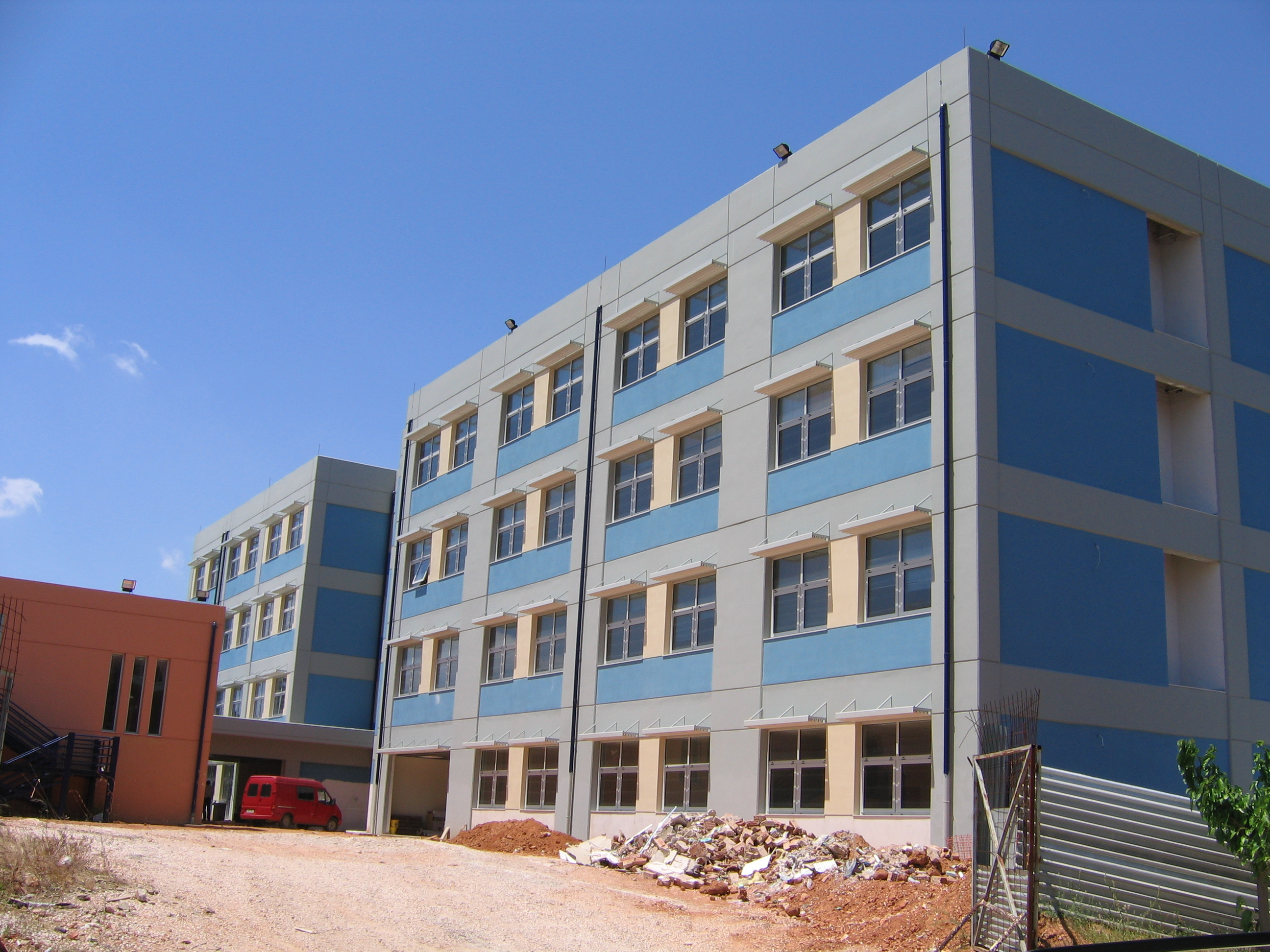
Новий корпус для електротехніків